# Немча
Немча (пол. Niemcza, нем. Nimptsch) — город в Польше, входит в Нижнесилезское воеводство, Дзержонювский повят. Имеет статус городско-сельской гмины. Занимает площадь 19,8 км². Население 3201 человек (на 2004 год).

## Известные уроженцы
- Лоэнштейн, Даниэль-Каспар (1635—1683) — немецкий адвокат, дипломат, переводчик, поэт эпохи барокко.

## История

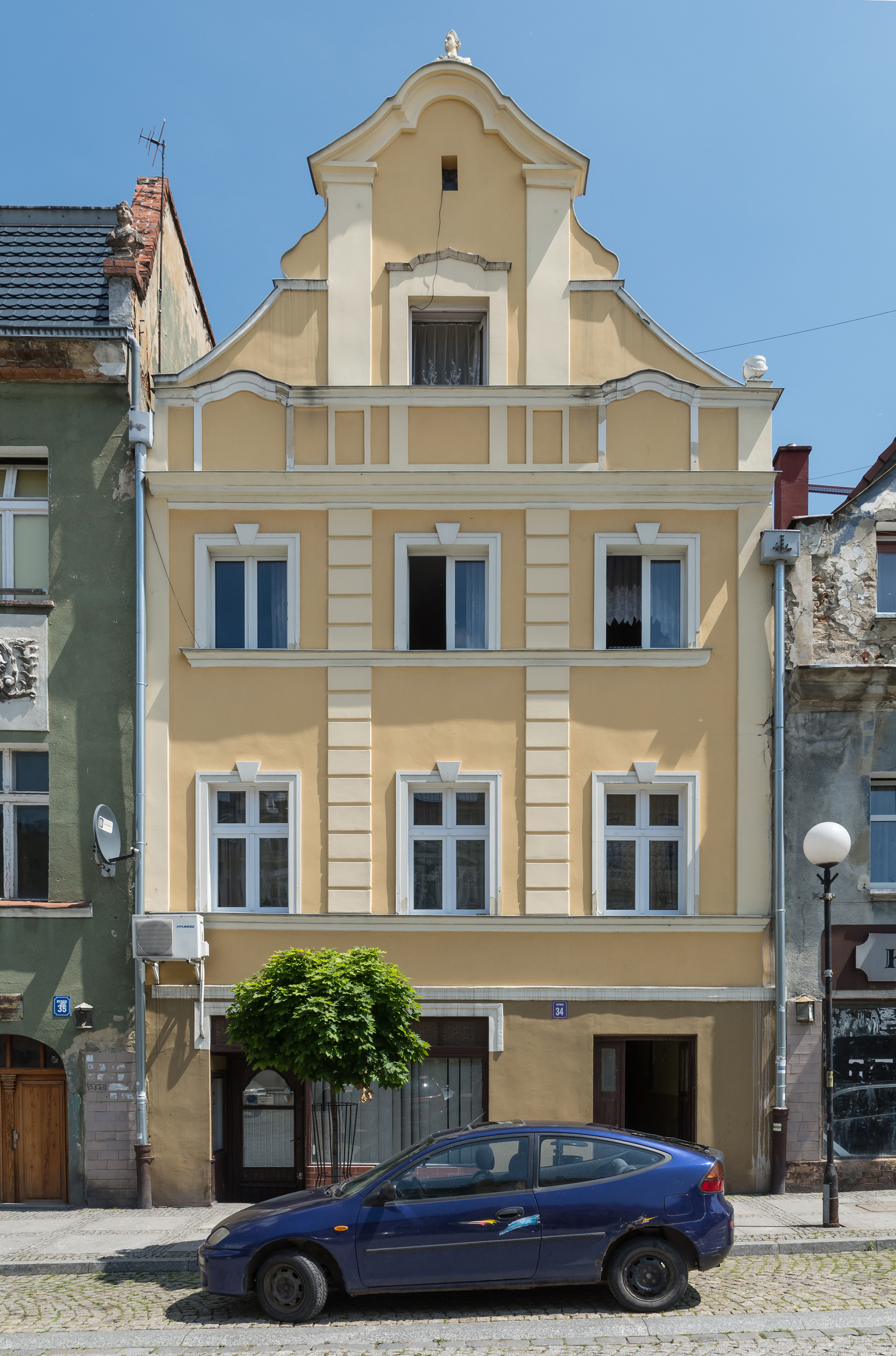
Старинный дом
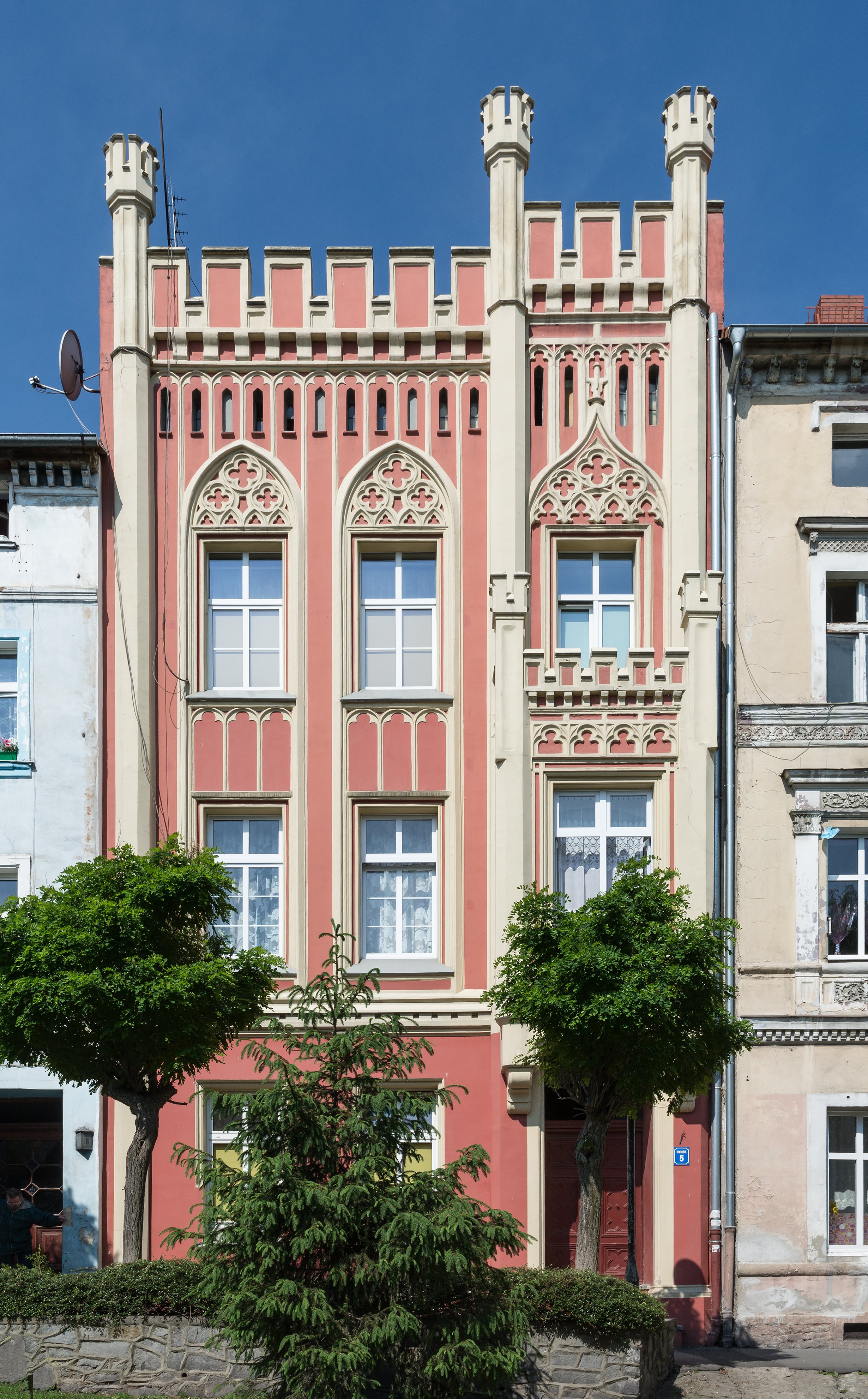
Старинный дом
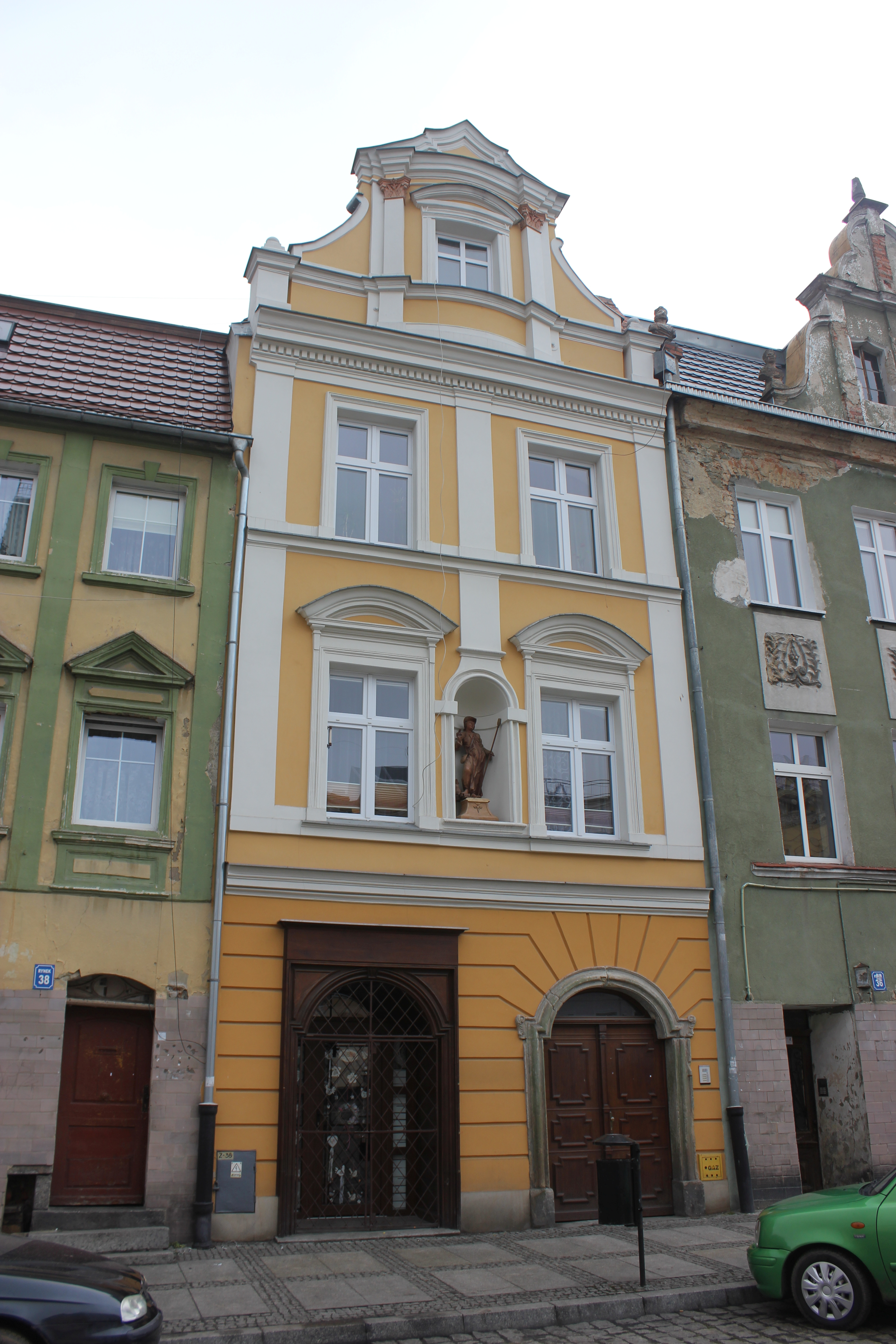
Старинный дом
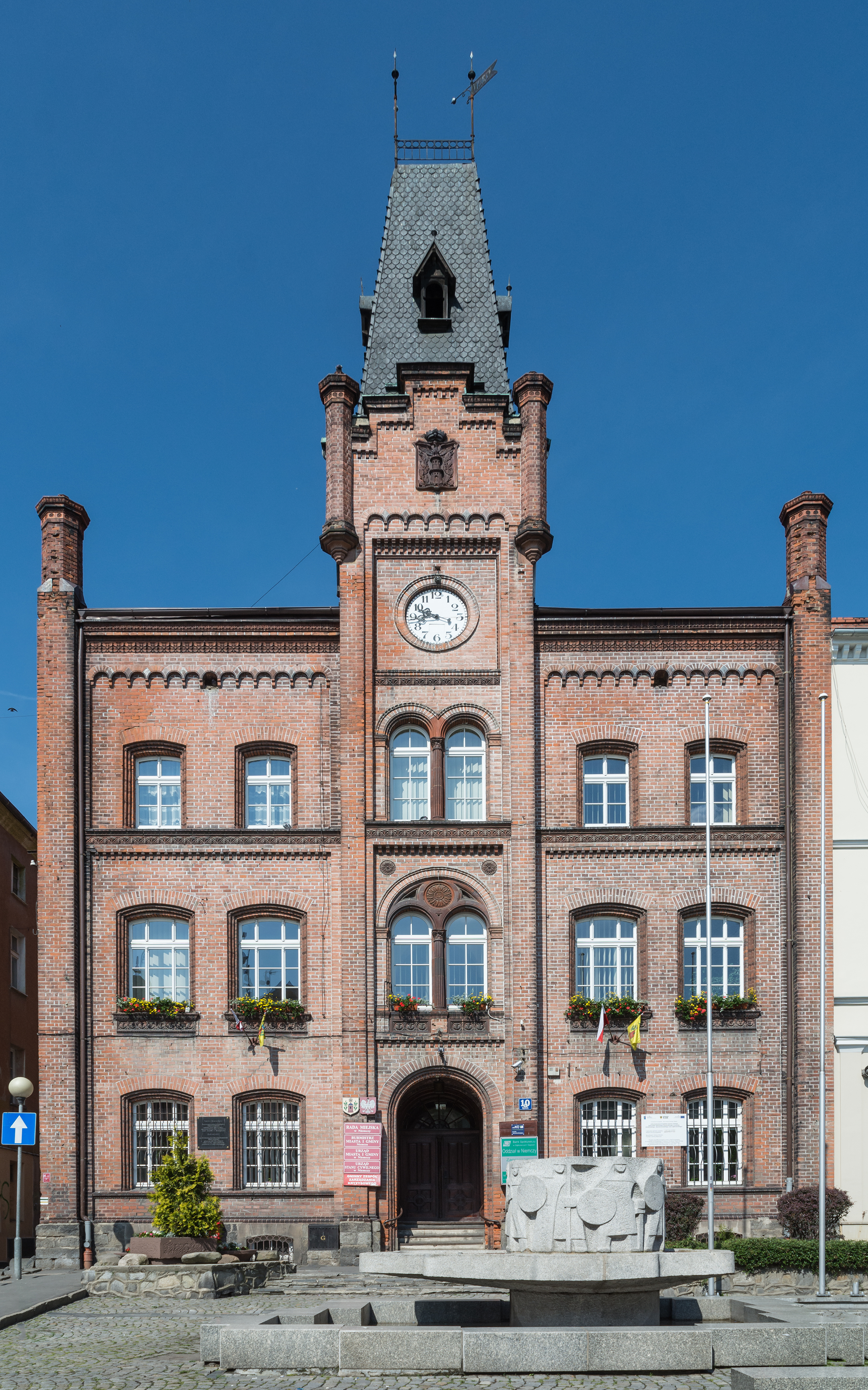
Ратуша
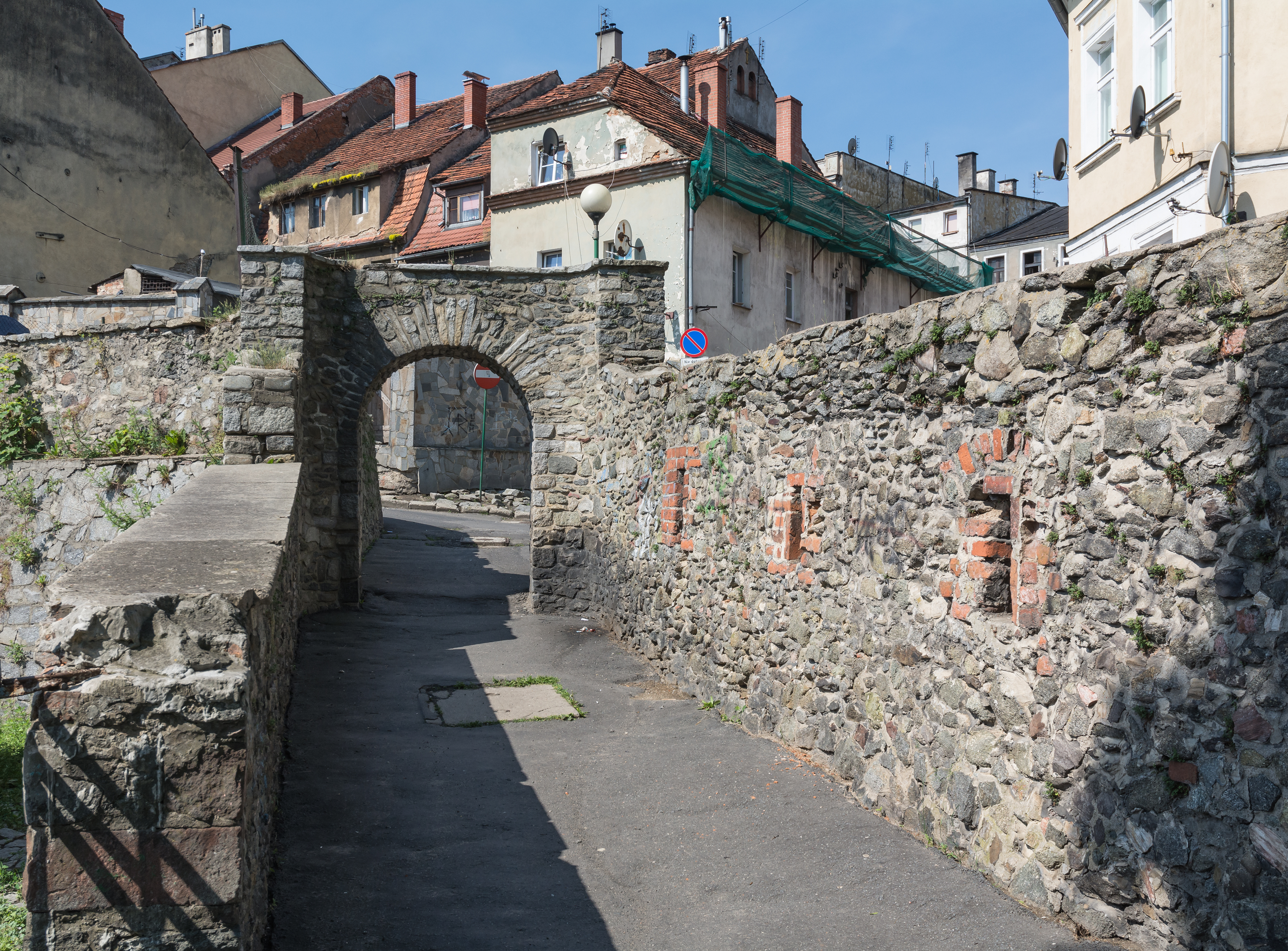
Старинные стены
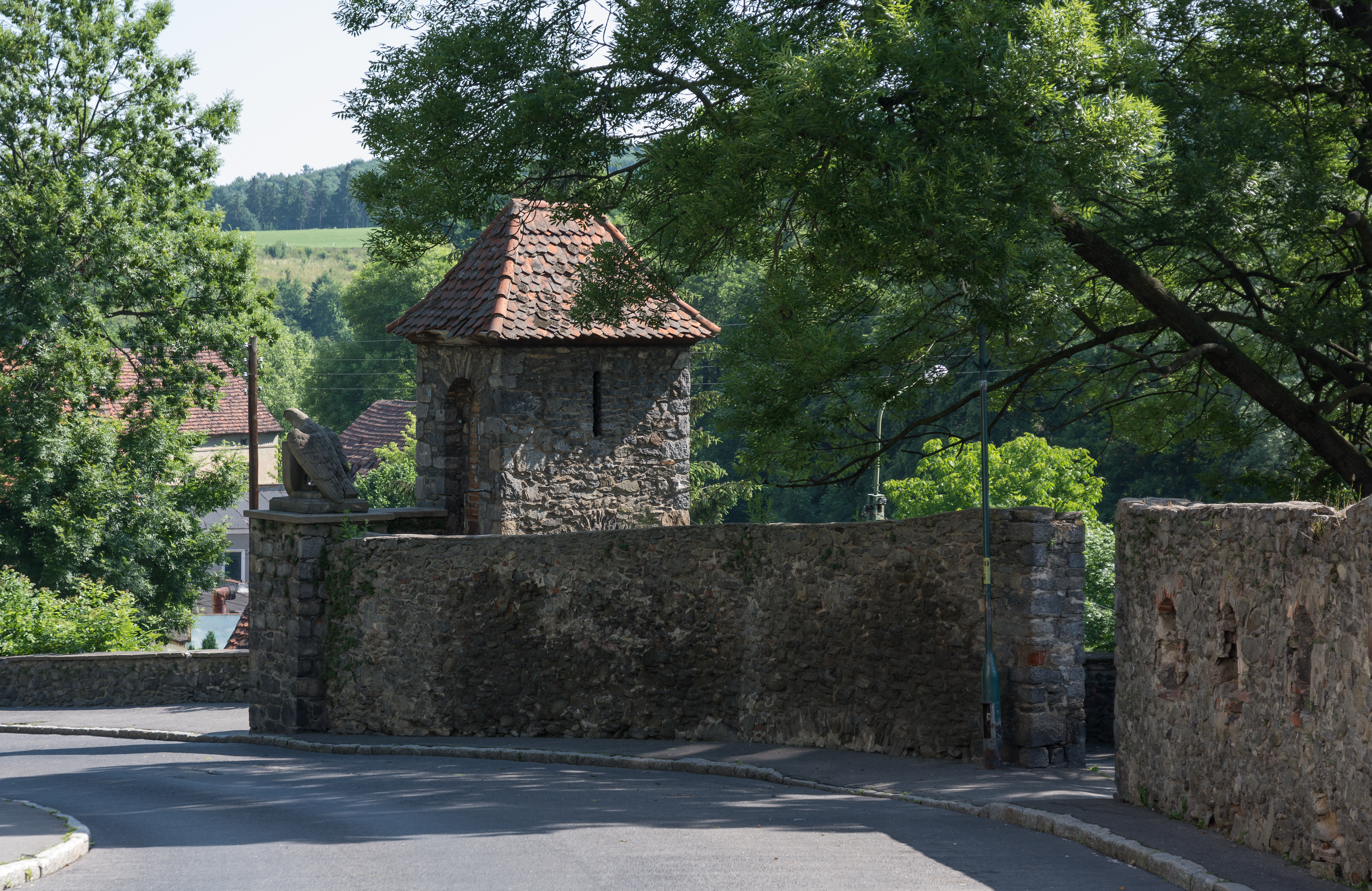
Старинные стены
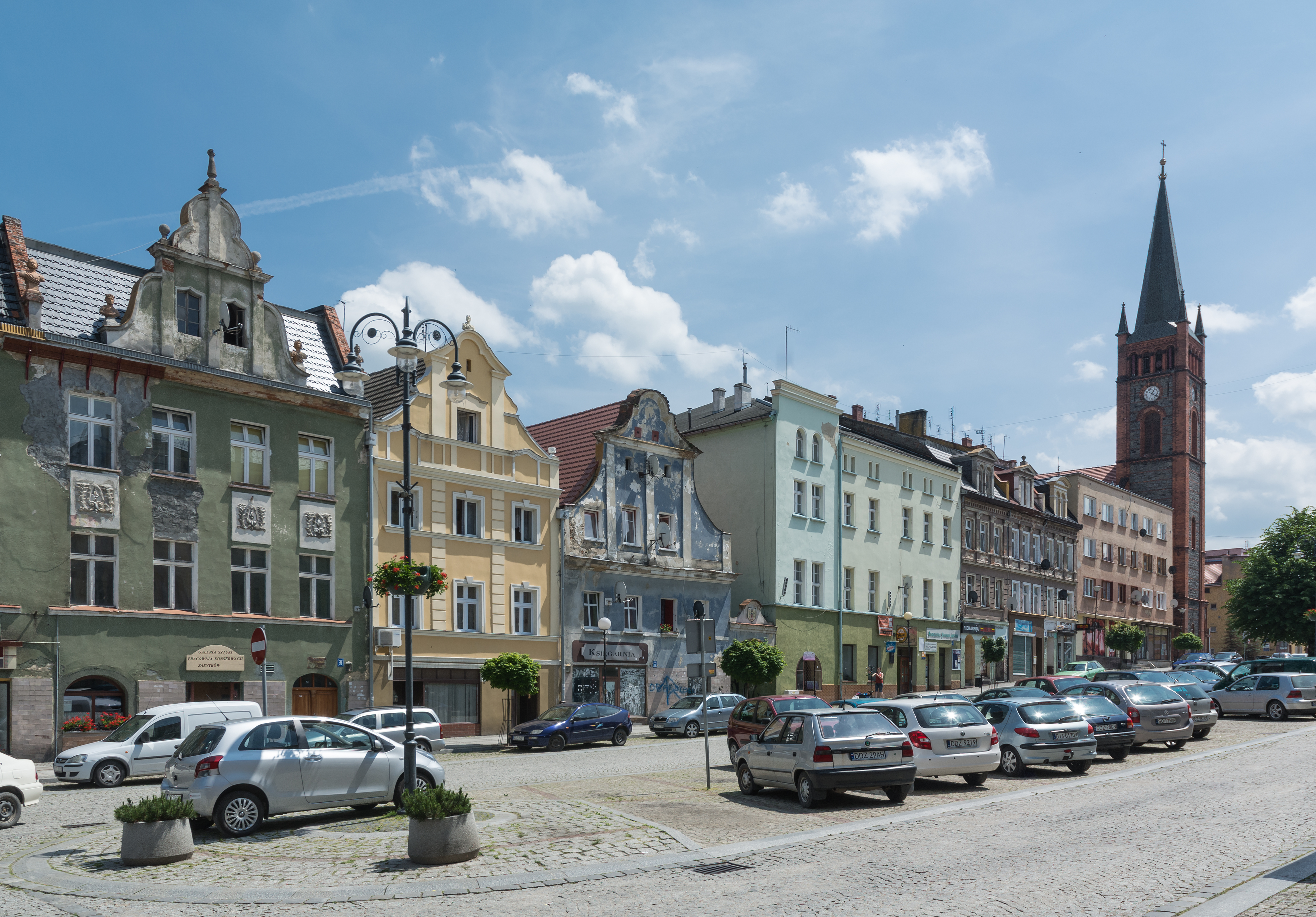
Рыночная площадь
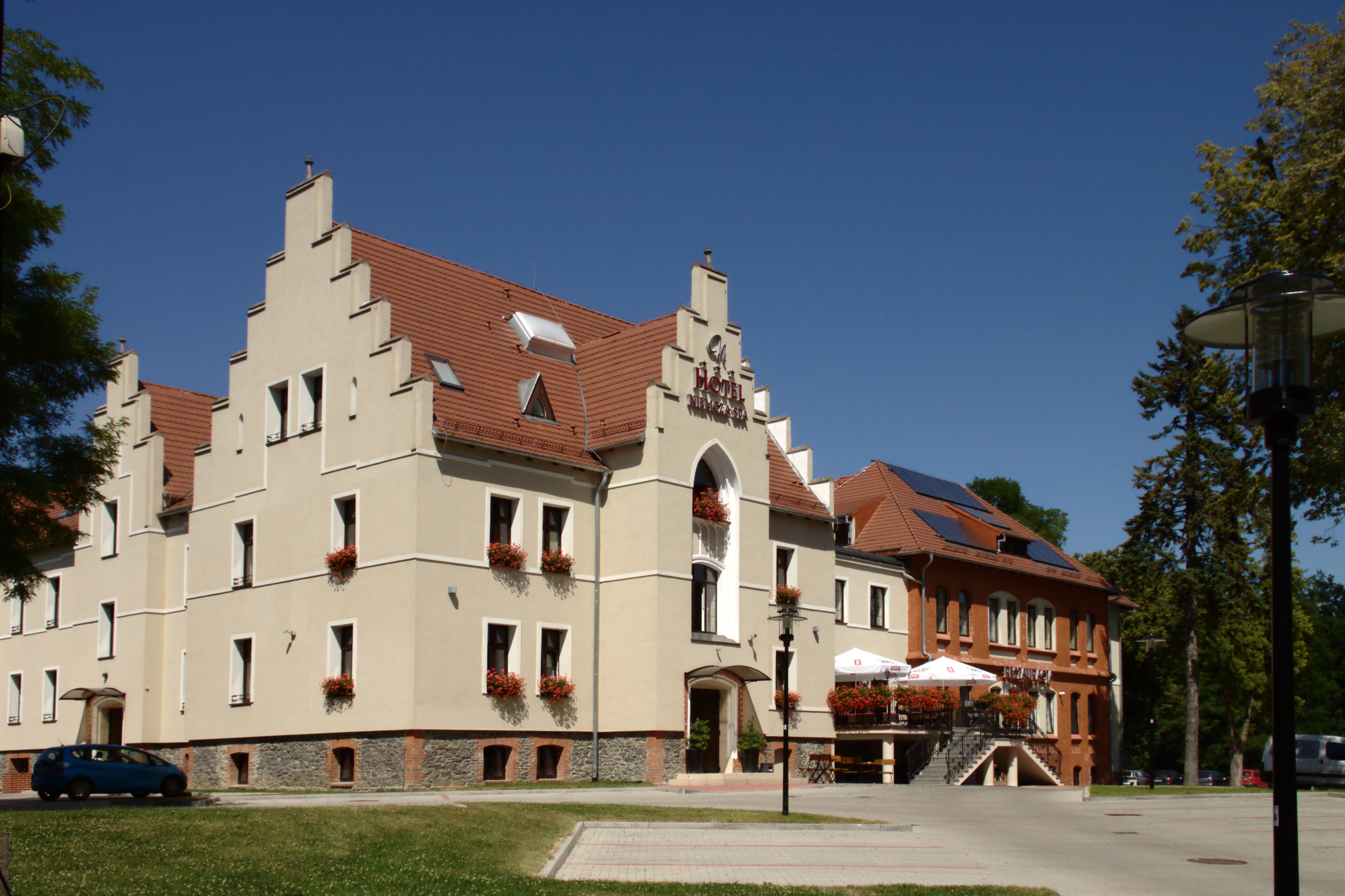
Отель
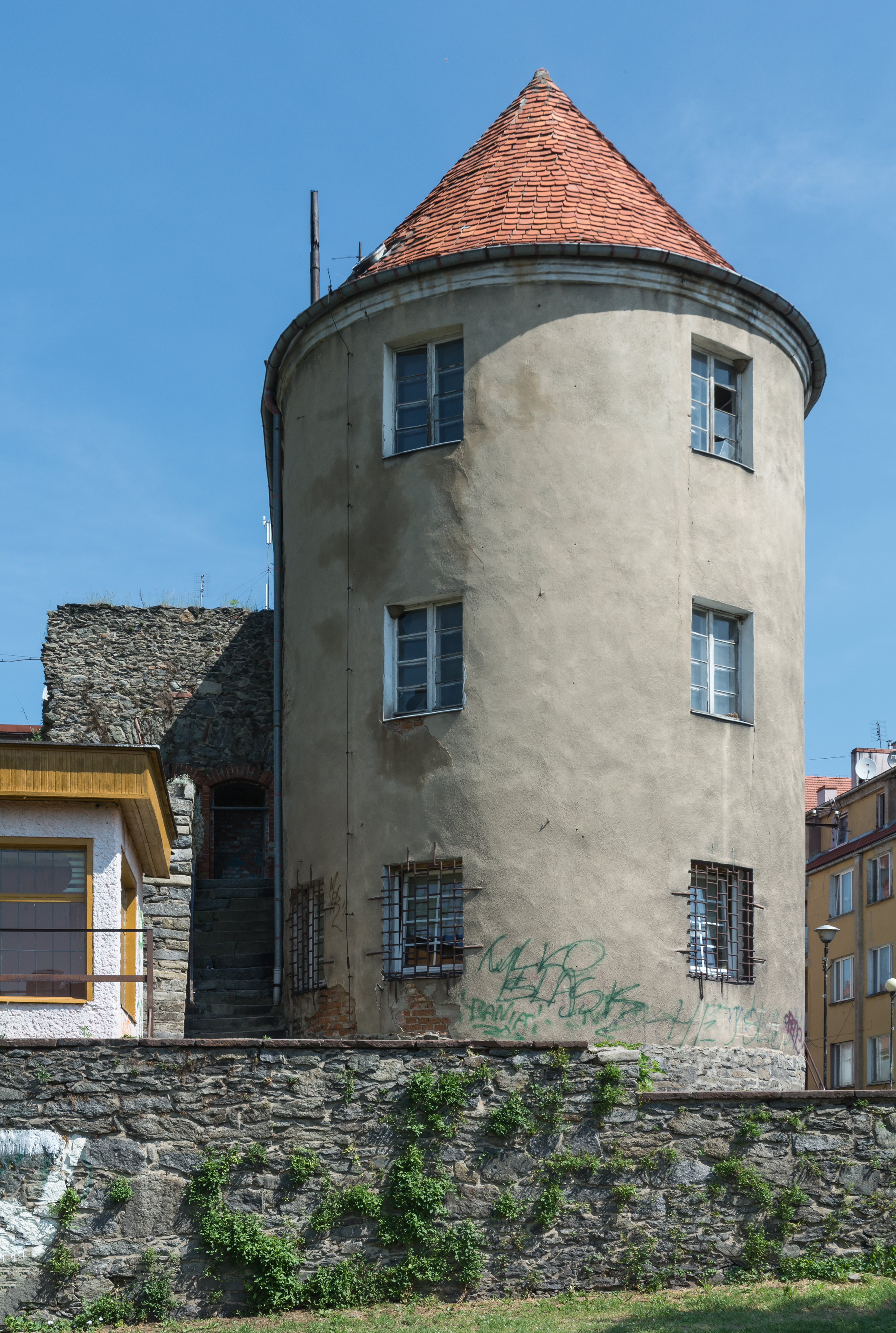
Башня верхних ворот
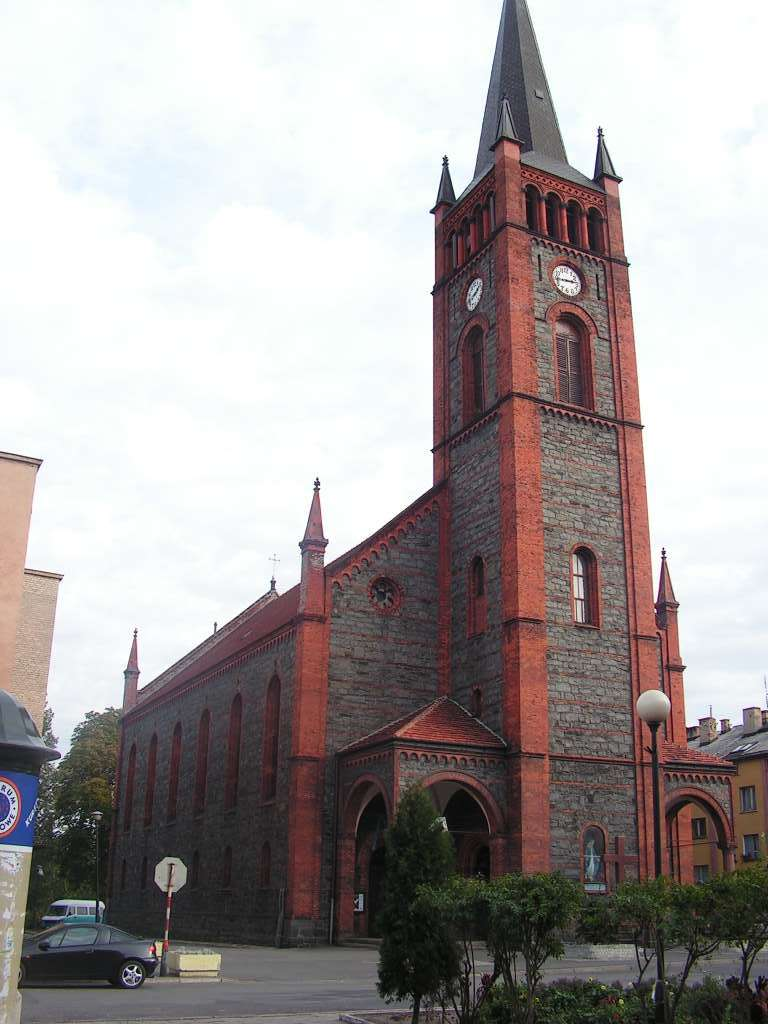
Церковь Св. Георга